# Tectitethya topsenti
Tectitethya topsenti är en svampdjursart som först beskrevs av Thiele 1900.  Tectitethya topsenti ingår i släktet Tectitethya och familjen Tethyidae. Inga underarter finns listade i Catalogue of Life.